# Melinda Page Hamilton
Melinda Page Hamilton (New York, 22 agosto 1974) è un'attrice statunitense.

## Biografia
Melinda Page Hamilton è nata a New York. Ha recitato nel film del 2004, Terra promessa, e un ruolo principale nel film Diario di un assassino. 
La Hamilton è apparsa anche in Desperate Housewives nel ruolo di suor Mary Bernard. È stata anche guest star in diverse serie, tra cui Grey's Anatomy, Private Practice, Star Trek: Enterprise, CSI: NY, CSI: Miami, Everwood, Nip/Tuck, The Closer, NCIS - Unità anticrimine, Modern Family e True Blood.
Nel 2013, la Hamilton è stata scelta per interpretare Odessa Burakov nella serie Devious Maids - Panni sporchi a Beverly Hills.

## Filmografia parziale

### Film
- Diario di un assassino (Where Sleeping Dogs Lie), regia di Charles Finch (1991)
- Terra promessa (Promised Land), regia di Amos Gitai (2004)
- Hotdog - Un cane chiamato Desiderio (Sleeping Dogs Lie), regia di Bobcat Goldthwait (2006)

### Televisione
- Law & Order - 1 episodio (1997)
- Star Trek: Enterprise (2003)
- CSI: Miami (2004)
- Everwood - 1 episodio (2004)
- Medical Investigation (2004)
- Numb3rs (2005)
- Nip/Tuck (2005)
- CSI: NY (2005)
- Desperate Housewives - 3 episodi (2005)
- Cold Case - Delitti irrisolti - serie TV, episodi 2x16-4x15 (2005-2007)
- Raines (2007)
- Ghost Whisperer (2007)
- Mad Men - serie TV, 4 episodi (2008-2010)
- Criminal Minds - 1 episodio (2008)
- Senza traccia - serie TV, episodio 7x09 (2008)
- The Mentalist - 1 episodio (2009)
- Castle - 1 episodio (2009)
- Private Practice - 1 episodio (2009)
- Bones (2009) - 1 episodio (2010)
- NCIS (2010) - 1 episodio (2010)
- Grey's Anatomy - 1 episodio (2010)
- CSI - 1 episodio (2011)
- Law & Order: LA - serie TV (2011)
- Modern Family - 1 episodio (2012)
- True Blood - 1 episodio (2012)
- Devious Maids - Panni sporchi a Beverly Hills - 10 episodi (2013)
- iZombie (2015)
- Damnation – serie TV (2017-2018)
- Le regole del delitto perfetto - serie TV (2018-2019)
- Messiah – serie TV (2020)
- Mrs. America – miniserie TV (2020)
- Inverso - The Peripheral (The Peripheral) – serie TV, 5 episodi (2022)
- High Potential – serie TV, episodio 1x03 (2024-in produzione)
- Doctor Odyssey - serie TV, episodio 1x15 (2025)

## Doppiatrici italiane
Nelle versioni in italiano delle opere in cui ha recitato, Melinda Page Hamilton è stata doppiata da:
- Franca D'Amato in Devious Maids - Panni sporchi a Beverly Hills, iZombie, Le regole del delitto perfetto, Inverso - The Peripheral
- Georgia Lepore in Desperate Housewives, Castle
- Alessandra Korompay in Private Practice, Frequency
- Giò Giò Rapattoni in CSI: Miami
- Marina Thovez in Nip/Tuck
- Silvia Tognoloni in Cold Case - Delitti irrisolti (ep. 2x16)
- Claudia Razzi in Cold Case - Delitti irrisolti (ep. 4x15)
- Laura Latini in Senza traccia
- Antonella Baldini in The Closer
- Antonella Rinaldi in Mad Men (ep.2x12, st. 4)
- Daniela Calò in Ghost Whisperer - Presenze
- Michela Alborghetti in Grey's Anatomy
- Eleonora De Angelis in The Mentalist
- Tatiana Dessi in CSI - Scena del crimine
- Valentina Mari in The Glades
- Alessandra Chiari in Terra promessa
- Rachele Paolelli in Jane the Virgin
- Francesca Fiorentini in High Potential
- Rossella Acerbo in Doctor Odyssey